# Wideband Code Division Multiple Access
Wideband Code Division Multiple Access (WCDMA)
(en español Acceso múltiple por división de código de banda ancha) cuyo acrónimo es WCDMA, es la tecnología de acceso móvil en la que se basan varios estándares de telefonía móvil de tercera generación (3G), entre ellos el estándar UMTS. Frente a las tecnologías de acceso anteriores, fundamentalmente TDMA (Acceso por división de tiempo) y FDMA (acceso por división en frecuencia), WCDMA proporciona una mayor eficiencia espectral, lo que permite proporcionar tipos de servicios en el acceso radio (voz y datos con diferentes tasas binarias).

## Descripción
WCDMA forma parte del conjunto de técnicas de acceso múltiple por separación de código (CDMA), que tienen en común que todos los usuarios transmiten simultáneamente, por lo que no existe separación en el tiempo y con el mismo ancho de banda al no existir separación en frecuencia, pudiendo ser discriminados porque a los usuarios se les asigna un código que los identifica de forma unívoca. Dentro de las diferentes técnicas CDMA, WCDMA se emplea lo que se denomina acceso por secuencia directa DS-CDMA. En este caso, la separación en el medio de transmisión se consigue porque antes de ser transmitida, la señal se multiplica bit a bit por el código único que la va a identificar. Este código se caracteriza por tener una tasa binaria muy elevada, concretamente de 3,84 Megachips por segundo. La tasa es expresada en esta unidad para indicar que se trata de transiciones de código y no de señal de información. A este código también se le denomina código de ensanchamiento porque provoca que el ancho de la señal a transmitir se ensanche, independientemente de su tasa binaria, hasta 5 MHz.
La forma de recuperar una información concreta de entre todas las que se están transmitiendo simultáneamente en el canal WCDMA de 5 MHz es volver a multiplicar la señal ensanchada por el mismo código que empleó el transmisor. Esta operación hace que se recupere el flujo binario original. El resto de señales que han sido transmitidas con otros códigos distintos al que se quiere recuperar permanecen ensanchadas y se comportan como ruido.
Todos los códigos de expansión tienen en común que su tasa de chips es la misma (3,84 Mcps) pero se pueden diferenciar en función de su longitud. Surge el concepto denominado factor de ensanchamiento que es el número de chips por el que es multiplicado cada bit de información. Esto permite que puedan coexistir señales transmitidas con diferentes tasas binarias en el medio de acceso de radiofrecuencia. En concreto, en el caso del estándar UMTS, para transmitir voz con una tasa binaria de 12,2 Kbps se emplean códigos de longitud 128 (tasa binaria de canal de 30 kbps), mientras que para transmitir datos con tasas binarias de 64, 128 y 384 kbps se emplean códigos de longitudes 32, 16 y 8 respectivamente.

## Modos de operación
En WCDMA, existen dos modos de operación:
- TDD: En este método bidireccional, las transmisiones de los enlace subida y bajada son transportadas en la misma banda de frecuencia usando intervalos de tiempo (intervalos de trama) de forma síncrona. Así los intervalos de tiempo en un canal físico se asignan para los flujos de datos de transmisión y de recepción.
- FDD: Los enlaces de las transmisiones de subida y de bajada emplean dos bandas de frecuencia separadas. Un par de bandas de frecuencia con una separación especificada se asigna para cada enlace.

## Especificaciones técnicas de WCDMA
| Parámetro                                | Valor                                             |
| Esquema Acceso Múltiple                  | DS-CDMA                                           |
| Modo de operación                        | FDD/TDD                                           |
| Modo dual del acceso del paquete         | Canal combinado y dedicado                        |
| Multirate/esquema variable de la tasa    | Factor y multi-código que se separan en variables |
| Espaciamiento de portadoras              | 4.4-5.2 MHz                                       |
| Duración de la trama                     | 10 ms (dividida en 15 intervalos)                 |
| Inter-sincronización de la estación baja | FDD: Sin sincronización TDD: Con sincronización   |
| Tasa de chip                             | 3.84 Mcps                                         |